# Richmond (Teksas)
Richmond – miasto w Stanach Zjednoczonych, w stanie Teksas, w hrabstwie Fort Bend. W 2000 roku liczyło 11 081 mieszkańców.